# Магта-Лахжар
Магта-Лахжар (фр. Magta-Lahjar, араб. مكطع لحجار‎) — город на юго-западе Мавритании, в области Бракна. Население по данным на 2012 год составляет 28 471 человек; по данным переписи 2000 года оно насчитывало 12 117 человек.